# St Cyrus
St Cyrus, schottisch-gälisch: Eaglais Chiric, früher Ecclesgreig genannt, ist eine Ortschaft an der südlichen Grenze der schottischen Council Area Aberdeenshire. Sie liegt an der Nordseeküste etwa sieben Kilometer nordöstlich von Montrose und etwa 22 km südwestlich von Stonehaven. Die Einwohnerzahl von St Cyrus unterlag in der Vergangenheit großen Schwankungen. Während Mitte des 19. Jahrhunderts etwa 1500 Personen in St Cyrus lebten, sank die Zahl kontinuierlich bis auf 340 im Jahre 1971. Seitdem ist wieder ein Bevölkerungszuwachs auf 1072 Einwohner im Jahre 2011 zu verzeichnen.
Die Gebiete zwischen St Cyrus und der Nordsee, bestehend aus Dünen, Graslandschaften, Klippen und Strand, sind als Naturschutzgebiet ausgewiesen. Diese Gebiete sind als Nistgebiete von Seeschwalben bekannt. In St Cyrus wird Lachsfang betrieben. Die Lachse ziehen hierbei in südlicher Richtung entlang der Küste, um den wenige Kilometer südlich gelegenen Fluss North Esk zu erreichen.

## Verkehr
Die Fernstraße A92 (Perth–Stonehaven) verläuft durch St Cyrus und schließt die Ortschaft an das Straßennetz an. Wenige Kilometer westlich verläuft auch die von Edinburgh nach Fraserburgh führende A90. St Cyrus wurde einst durch einen eigenen Bahnhof an das Schienennetz angeschlossen. Die Strecke wurde jedoch zwischenzeitlich rückgebaut. Die Bahnstrecke Glasgow–Aberdeen und die Bahnstrecke Edinburgh–Aberdeen der First ScotRail führen westlich an St Cyrus vorbei und fahren die Bahnhöfe der nahegelegenen Städte Montrose und Laurencekirk an.

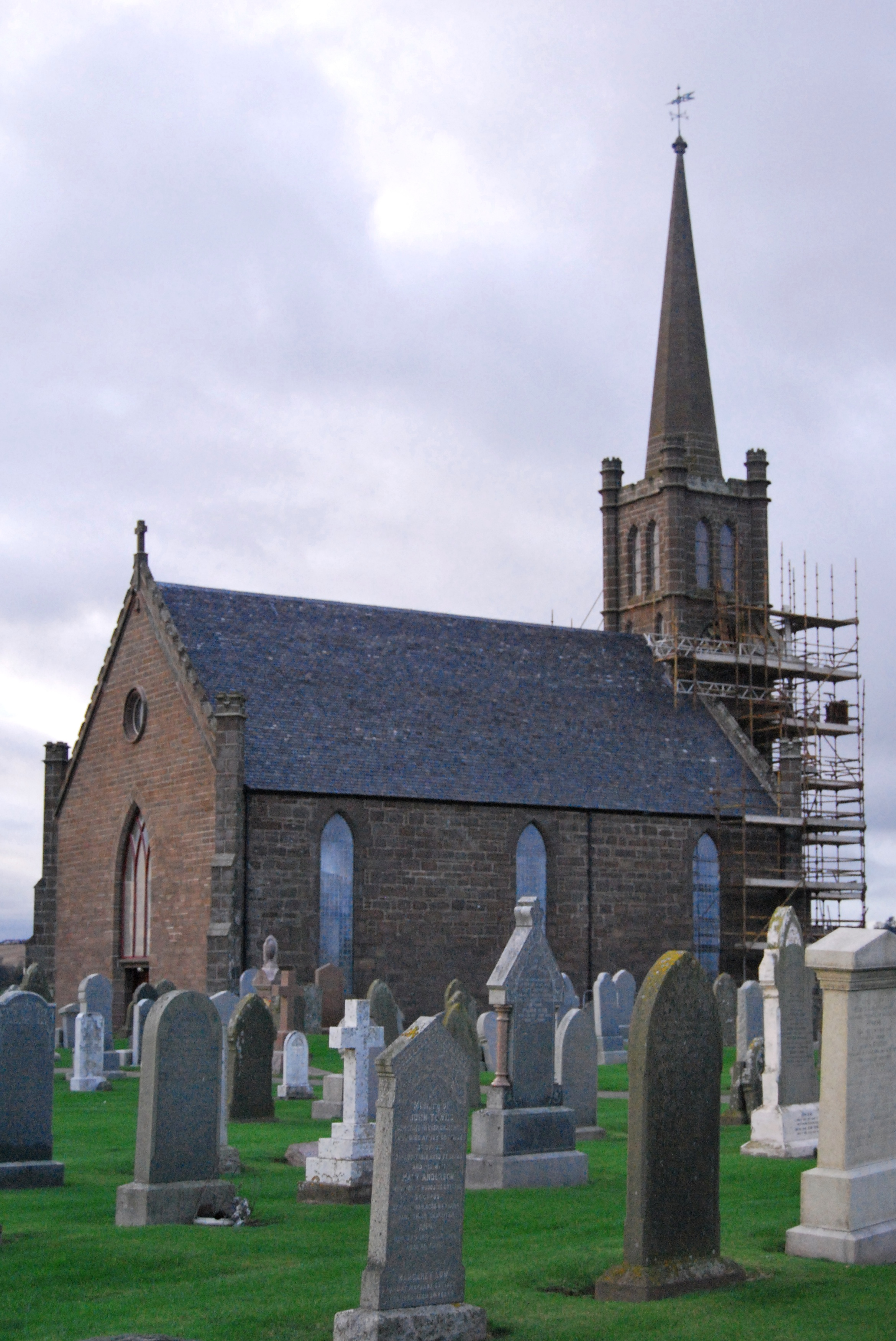
Gemeindekirche von St Cyrus
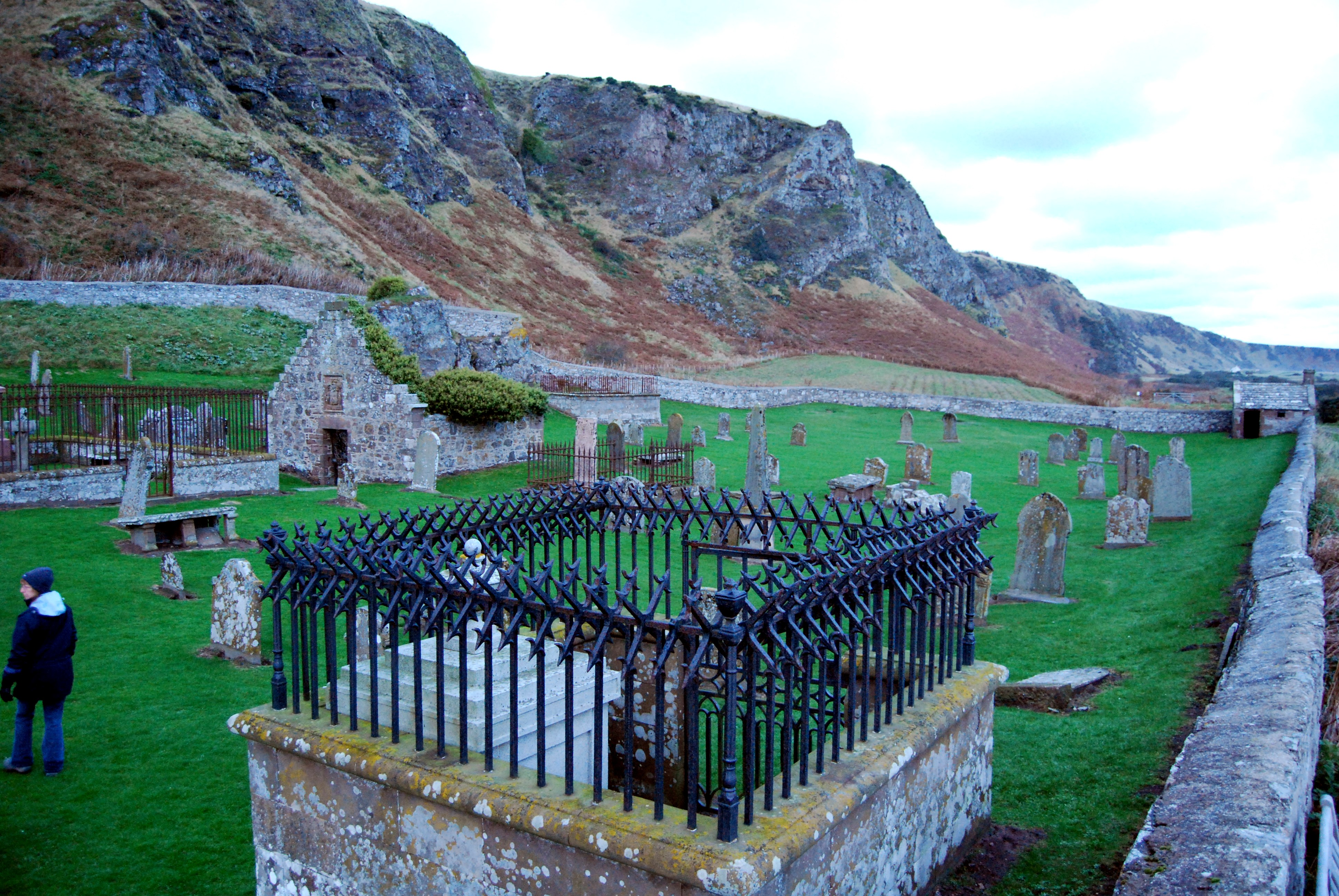
Historischer Friedhof
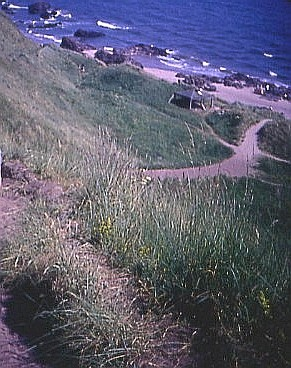
Pfad zum Strand von St Cyrus

## Persönlichkeiten
- Thomas Keith (1827–1895), Chirurg, Gynäkologe und Fotograf